# ЛТЦ (Прага)
ЛТЦ (чеськ. LTC) — чехословацький хокейний клуб з Праги.

## Історія
Заснований 1903 року, як тенісна секція. Після першої світової війни на перший план у клубові виходить хокей із шайбою. В першу чергу це пов'язано з матеріальною підтримкою клуба власником цукрового об'єднання Яроміром Циттою. Він, одним з перших у Європі усвідомив, що власна команда — чудова реклама бізнесові. 1927, з празької «Спарти» переходять Ян Пека, Їржі Тожичка, Ярослав Пушбауер та Йозеф Малачек — найкращий європейський хокеїст того часу. За чотири роки команда тричі бере участь у кубку Шпенглера. У перших двох фіналах перемагає господарів змагань — «Давос» (1929, 1930). Вирішальний матч 1932 завершився внічию (0:0). Обидва учасники фіналу, ЛТЦ та команда Оксфордського університету, визнані переможцями.
17 січня 1931, на острові Штваніце у центрі Праги, була відкрита перша у Чехословаччині, ковзанка з штучним покриттям. Цього дня власники ковзанки — ЛТЦ, провели матч із діючими чемпіонами світу, канадською командою «Манітоба Грейдс». У 1931 нападник Йозеф Малачек отримав запрошення від команди «Нью-Йорк Рейнджерс» і мав можливість стати першим європейським гравцем Національної хокейної ліги, але вирішив залишитися вдома.
З 1930/31 у Чехословаччині починають проводити національний чемпіонат. Перші шість сезонів це були регіональні змагання, а перемагав у них лише ЛТЦ.
У 1935 році з канадського клубу «Трейл Смоук Інтерс» приходить граючий тренер — Майк Букна. Під його керівництвом здобута четверта перемога у кубку Шпенглера. 1936 року була організована ліга. ЛТЦ перемагає у двох перших чемпіонатах. Йозеф Малачек та Майк Букна — найкращі снайпери змагань, ворота надійно захищає Богуміл Модрий.
Під час другої світової війни, у чемпіонаті Богемії і Моравії клуб переміг у п'яти турнірах з шести. У складі дебютують Йозеф Троусілек та Владімір Забродський, майбутні дворазові чемпіони світу. В сезоні 1940/41 сенсаційно поступився клубові ЧЛТК. Провідним гравцем останніх був Ярослав Дробний, майбутній переможець Вімблдонського турніру та чемпіонату Франції з тенісу.
ЛТЦ домінує у перших чотирьох повоєнних чемпіонатах. До команди повертається Майк Букна, який одночасно очолює і збірну Чехословаччини. За цей час здобуто ще три кубка Шпенглера. Гравці складають основу національної збірної — чемпіона світу (1947, 1949) та срібного призера Олімпіади 1948 у Санкт-Моріці.
Через два тижні після Олімпійських ігор ЛТЦ приїздить до Москви. Це були перші матчі збірної СРСР, яка виступала під прапором збірної Москви. У перших двох поєдинках радянська команда грала другим складом, що і позначилося на результаті (перемоги ЛТЦ 11:7 та 10:1). Наступні три матчі за збірну Москви грали гравці основного складу.
- 26 лютого 1948 Збірна Москви — ЛТЦ 6:3
Голи: збірна Москви — Всеволод Бобров (3), Євген Бабич, Анатолій Тарасов, Всеволод Блінков; ЛТЦ — ?
- 28 лютого 1948 Збірна Москви — ЛТЦ 3:5
Голи: збірна Москви — Всеволод Бобров, Євген Бабич, Іван Новиков; ЛТЦ — ?
- 2 березня 1948 Збірна Москви — ЛТЦ 2:2
Голи: збірна Москви — Анатолій Тарасов, Всеволод Блінков; ЛТЦ — ?

Ці матчі дали значний поштовх у розвитку радянського хокею.
8 листопада 1948, у авіакатастрофі над Ла-Маншем, загинуло шість гравців збірної Чехословаччини. Четверо з них виступали за ЛТЦ: Мірослав Покорний, Вілібальд Штовік, Карел Стібор та Ладіслав Трояк. Незважаючи на такі втрати, команда переможно завершила сезон 1948/49 і здобула свій 17-й, останній, титул чемпіона Чехословаччини.
Наступна трагедія сталася у березні 1950. У аеропоту Праги були заарештовані та звинувачені у державній зраді та шпіонажі на користь капіталістичних країн гравці збірної Чехословаччини. Серед них: Богуміл Модрий (отримав 15 років ув'язнення), Станіслав Конопасек (12 років позбавлення волі), Вацлав Розіняк та інші. По завершенні сезону, до «Спарти» перейшов Владімір Забродський. На цьому, власне, і завершується історія славетного клубу.
Комуністичний уряд реорганізував ЛТЦ в «Татру Сміхов», яка здебільшого виступала у другому ешелоні чехословацького хокею. Єдиний успіх — бронзові нагороди чемпіонату 1951/52. Того сезону за «Татру» виступали Йозеф Троусілек та Карел Гут, більш відомий як тренер. У складі дитячої команди цього клубу розпочинав шлях, у великий хокей, видатний воротар збірної Чехословаччини 70-х років Їржі Голечек. 1964 року «Татра Сміхов» була приєднана до «Славії».

## Найсильніші гравці різних років
- Воротарі: Ян Пека, Богуміл Модрий
- Захисники: Йозеф Троусілек, Милослав Покорний, Вілібальд Штовік, Карел Гут
- Нападники: Йозеф Малачек, Майк Букна, Владімір Забродський, Станіслав Конопасек, Вацлав Розіняк, Ладіслав Трояк, Карел Стібор

## Досягнення
- Володар кубка Шпенглера (7): 1929, 1930, 1932, 1937, 1946, 1947, 1948
- Фіналіст кубка Шпенглера (2): 1933, 1938
- Чемпіон Чехословаччини (6): 1937, 1938, 1946, 1947, 1948, 1949
- Третій призер чемпіонату Чехословаччини (1): 1950
- Третій призер чемпіонату Чехословаччини (1): 1952 («Татра Сміхов»)
- Чемпіон Чехословаччини (регіональні змагання) (6): 1931, 1932, 1933, 1934, 1935, 1936
- Чемпіон Богемії і Моравії (5): 1939, 1940, 1942, 1943, 1944
- Срібний призер чемпіонату Богемії і Моравії (1): 1941

## Статистика
| Сезон                       | М      | І  | Пер | Н | Пор | РШ        | О   |
| --------------------------- | ------ | -- | --- | - | --- | --------- | --- |
| Чемпіонат Чехословаччини    |        |    |     |   |     |           |     |
| 1936-37                     | 1      | 7  | 6   | 1 | 0   | 64 : 2    | 13  |
| 1937-38                     | 1      | 6  | 6   | 0 | 0   | 38 : 2    | 12  |
| Чемпіонат Богемії і Моравії |        |    |     |   |     |           |     |
| 1938-39                     | 1      | 7  | 7   | 0 | 0   | 61 : 1    | 14  |
| 1939-40                     | 1      | 3  | 3   | 0 | 0   | 22 : 2    | 6   |
| 1940-41                     | 2      | 5  | 4   | 0 | 1   | 36 : 3    | 8   |
| 1941-42                     | 1      | 5  | 5   | 0 | 0   | 24 : 4    | 10  |
| 1942-43                     | 1      | 5  | 4   | 1 | 0   | 21 : 2    | 9   |
| 1943-44                     | 1      | 5  | 5   | 0 | 0   | 34 : 5    | 10  |
| Чемпіонат Чехословаччини    |        |    |     |   |     |           |     |
| 1945-46                     | 1      | 5  | 5   | 0 | 0   | 33 : 9    | 10  |
| 1946-47                     | 1      | 6  | 5   | 0 | 1   | 69 : 19   | 10  |
| 1947-48                     | 1      | 7  | 7   | 0 | 0   | 75 : 13   | 14  |
| 1948-49                     | 1      | 7  | 7   | 0 | 0   | 70 : 23   | 14  |
| 1949-50                     | 3      | 14 | 9   | 1 | 4   | 88 : 49   | 19  |
| Всього                      | Всього | 82 | 73  | 3 | 6   | 635 : 134 | 149 |

## Символічна збірна
30 січня 2007 були обрана «Символічна збірна ЛТЦ всіх часів».
| Позиція   | Гравці                                                     |
| --------- | ---------------------------------------------------------- |
| Воротар   | Богуміл Модрий                                             |
| Захисники | Мірослав Покорний • Йозеф Троусілек                        |
| Нападники | Станіслав Конопасек • Владімір Забродський • Йозеф Малачек |